# Eros (romanzo)
Eros è un romanzo in cinquanta capitoli di Giovanni Verga pubblicato a Milano nel 1875 dall'editore Brigola.

## Trama
Il marchese Alberto Alberti, che dopo la morte dei genitori era stato affidato allo zio materno, termina ventenne il collegio Cicognini e va ad abitare, per un certo periodo, presso lo zio Bartolomeo Forlani a Belmonte in provincia di Pistoia. Con lo zio abita la figlia, Adele, una fanciulla dal carattere timido e molto dolce ed è ospite anche la bella e fatua contessina Velleda Manfredini. Alberto, che fin da quando era bambino era innamorato di Adele, non si accorge delle attenzioni esagerate che gli rivolge la contessina Velleda e, preso coraggio, dichiara il suo amore ad Adele e i due si fidanzano.
Ma nel giro di poco tempo Alberto inizia a subire il fascino di Velleda e Adele, che se ne è accorta, s'ammala e decide di sciogliere il fidanzamento per lasciarlo libero. Intanto Alberto si reca a Firenze e rivede Velleda che nel frattempo s'è fidanzata anch'ella. La convince a lasciare il fidanzato e inizia con lei una relazione. Ma a Firenze Alberto incontra anche la contessa Armandi, donna non più giovane ma ricca di fascino, e con lei stringe una forte amicizia. Ingelositosi per l'aperto corteggiamento fatto dal principe Metelliani alla sua fidanzata, egli si rende conto di essere troppo diverso da lei e decide di lasciarla.
Alberto conosce una ballerina della Scala, di nome Selene, ed inizia con lei una relazione ma inizia anche a frequentare con assiduità l'abitazione della contessa Armandi e presto i due sono presi dalla passione. Il conte Armandi però li scopre e, pur perdonando la moglie, le ordina di partire. Alberto riprende, senza entusiasmo, la relazione con Selene.
Dopo molti anni Alberto incontra nuovamente la cugina che non aveva mai smesso di amarlo e, ripreso dal vecchio amore, si dichiara e i due si sposano. Potrebbero essere felici ma Alberto, vedendo la gioiosa ingenuità di Adele, comincia a pensare con rammarico al suo passato tumultuoso e deludente e inizia a diventare cupo. Un giorno incontra Velleda, che ha sposato il principe Metelliani, e accetta d'incontrarsi con lei. Adele però lo scopre e tra i due sposi inizia un periodo difficile che Alberto non sa affrontare e che lo spinge a partire per alcuni mesi.
Durante l'assenza del marito, Adele s'ammala e viene confortata dall'amore rispettoso di Gemmati, un amico di Alberto. Quando però Alberto ritorna a casa e Adele si accorge che è rimasto turbato dal sentimento di Gemmati per lei, allontana con decisione l'amico. Ma Alberto non sa perdonare e risentito annuncia la sua partenza per un lungo viaggio. Adele s'ammala di nuovo e le sue condizioni sono gravi tanto da farne temere la morte. Alberto, avvertito delle gravi condizioni della moglie, ritorna subito a casa ma non può far altro che assistere alla sua morte. Disperato e resosi conto del vuoto che la morte di Adele ha lasciato in lui e della vita insensata che aveva trascorso, prende la pistola e si uccide.

## Voce della critica
"Eros rappresenta... la crisi di un mondo e, pur coi suoi limiti contenutistici e formali, costituisce una tappa significativa nell'iter narrativo dello scrittore siciliano (influenzato dal milanese clima scapigliato), un bisogno di semplicità e naturalezza, di verità, dopo tanti artifici di sentimenti, di situazioni, di linguaggio".
"Con Eros termina la serie narrativa del Verga 'preverista'... Termina cioè con il romanzo in cui per la prima volta, risolutamente, colui che racconta mostra di disprezzare l'eroe protagonista... Ma il suicidio di Alberto non poteva risultare una soluzione moralistica. Infatti l'umanità che lo scrittore sapeva di avere ogni giorno sotto gli occhi non era una umanità di suicidi... Quegli uomini non sarebbero stati più suicidi, ma 'vinti'".

## Edizioni
- Giovanni Verga, Eros, collana Classici della filosofia, Santarcangelo di Romagna, Rusconi Libri, 2004, ISBN 88-18-01653-9.